# Bethlehemskerk (Berlijn-Neukölln)
De Bethlehemskerk in het Berlijnse stadsdeel Neukölln is een van de vele dorpskerken in de Duitse hoofdstad. De kerk staat ook bekend onder de naam Dorpskerk van Rixdorf en is gelegen aan de Richardplatz 22.
Omstreeks 1500 werd in het toenmalige dorp Rixdorf een eenvoudig zaalkerkje gebouwd. Deze kerk werd in 1693 tijdens de Dertigjarige Oorlog in brand gestoken en volledig verwoest. Op de basis van de oude kerk werd het nieuwe kerkschip gebouwd. De oudste delen van de kerk zijn derhalve laatgotisch. In de loop der eeuwen werd de kerk herhaaldelijk verbouwd. In 1757 werden de muren verhoogd en kreeg de kerk een nieuwe daktoren met barokke koepel.
Rond 1737 ontstond met de steun van Frederik Wilhelm I in het dorp een Boheemse nederzetting die bestond uit geloofsvluchtelingen. Een decennium later richtten de geloofsvluchtelingen de protestantse Bethlehemgemeente op. Jarenlang bleef de gemeente gebruikmaken van een school aan de Richardstraße 97, maar vanaf 1835 werden de diensten in het huidige dorpskerkje gevierd. In het jaar 1877 verkochten de Duitse protestanten de kerk aan de Bethlehemgemeente, aangezien de Duitse protestanten de grotere Magdalenakerk aan de Karl-Marx-Straße lieten bouwen.
In 1912 kreeg het godshuis de huidige naam "Bethlehemskerk". De naam voert terug op de Bethlehemskapel te Praag, die voor de Boheemse Broeders een belangrijke rol speelt.
Tijdens de Tweede Wereldoorlog werd de kerk bij een luchtaanval beschadigd. Direct na de oorlog werd de kerk provisorisch hersteld. Vanaf 1951 werd een restauratie en gedeeltelijke verbouwing uitgevoerd, de nevengebouwen werden vanaf 1953 opnieuw opgetrokken. De huidige klokkentoren volgde in de jaren 1963-1964. Verdere verbouwingen volgden in de jaren 70 van de 20e eeuw.
In het jaar 2006 fuseerde de Boheems-lutherse Bethlehemkerk met de Magdalena-, Ananias- en Tabeakerk tot de Evangelischen Kirchengemeinde Rixdorf. Kerkdiensten worden tegenwoordig in de Duitse taal gehouden, maar men is trouw aan de oude liturgie.